# Massimo Mannelli
Massimo Mannelli (9 aprile 1956) è un golfista italiano.

## Biografia
Ha giocato nel PGA European Tour dalla fine degli anni 1970 agli anni 1990. Nel 1980 vince l'Italian Open. Fino alla vittoria di Francesco Molinari nel 2006, era stato l'ultimo italiano a vincere questo torneo.

## Vittorie in carriera

### European Tour
- 1980 Italian Open

### Altro
- 1981 National Omnium
- 1990 Italian PGA Championship